# Mikušnica
Mikushnicë en albanais et Mikušnica en serbe latin (en serbe cyrillique : Микушница) est une localité du Kosovo située dans la commune/municipalité de Skenderaj/Srbica et dans le district de Mitrovicë/Kosovska Mitrovica. Selon le recensement kosovar de 2011, elle compte 643 habitants, dont 642 Albanais.

## Démographie

### Évolution historique de la population dans la localité
| 1948 | 1953 | 1961 | 1971 | 1981 | 1991 | 2011 |
| ---- | ---- | ---- | ---- | ---- | ---- | ---- |
| 419  | 472  | 550  | 697  | 820  | 977  | 643  |

|  |